# Remake in live action dei classici Disney
Di seguito è proposta la lista dei remake in live action o prodotti fotorealistici dei classici Disney. I film sono prodotti dalla Walt Disney Pictures. Questa lista non include remake di film in tecnica mista live-action/animazione (come Il drago invisibile, remake di Elliott, il drago invisibile), film d'animazione prodotti da un altro studio e successivamente re-immaginati in film live-action dalla Disney, film live-action realizzati da un altro studio sulla base della stessa storia di un film Disney, che sono stati successivamente acquisiti (come i film della Fox La leggenda di un amore - Cinderella o della Pathé Il vento nei salici), il direct-to-video Mowgli e il libro della giungla, o basato su programmi televisivi animati (come Kim Possible o Cip & Ciop agenti speciali).

## Primi progetti
Negli anni novanta la Disney ha iniziato a realizzare degli adattamenti in live action dei suoi classici di animazione, realizzando nel corso del decennio tre film.
| Film                                             | Film d'animazione originale      | Data di uscita italiana | Regia           | Sceneggiatura                                           | Produttori                     |
| ------------------------------------------------ | -------------------------------- | ----------------------- | --------------- | ------------------------------------------------------- | ------------------------------ |
| Mowgli - Il libro della giungla                  | Il libro della giungla (1967)    | 25 dicembre 1994        | Stephen Sommers | Stephen Sommers, Ronald Yanover e Mark Geldman          | Edward S. Feldman e Raju Patel |
| La carica dei 101 - Questa volta la magia è vera | La carica dei cento e uno (1961) | 5 marzo 1997            | Stephen Herek   | John Hughes                                             | John Hughes e Ricardo Mestres  |
| La carica dei 102 - Un nuovo colpo di coda       | La carica dei cento e uno (1961) | 22 novembre 2000        | Kevin Lima      | Kristen Buckley, Brian Regan, Bob Tzudiker e Noni White | Edward S. Feldman              |

## Nuovi progetti
Nel corso degli anni 2010 e 2020 la Disney ha deciso di realizzare un nuovo ciclo di adattamenti in live action dei film classici Disney.

### Distribuiti
| Film                          | Film d'animazione originale             | Data di uscita italiana    | Regia               | Sceneggiatura                                                                              | Produttori                                                        | Fonti                            |
| ----------------------------- | --------------------------------------- | -------------------------- | ------------------- | ------------------------------------------------------------------------------------------ | ----------------------------------------------------------------- | -------------------------------- |
| Alice in Wonderland           | Alice nel Paese delle Meraviglie (1951) | 3 marzo 2010               | Tim Burton          | Linda Woolverton                                                                           | Richard D. Zanuck, Joe Roth, Suzanne Todd e Jennifer Todd         |                                  |
| L'apprendista stregone        | Fantasia (1940)                         | 18 agosto 2010             | Jon Turteltub       | Doug Miro, Carlo Bernard, Matt Lopez                                                       | Jerry Bruckheimer                                                 |                                  |
| Maleficent                    | La bella addormentata nel bosco (1959)  | 28 maggio 2014             | Robert Stromberg    | Linda Woolverton                                                                           | Joe Roth                                                          |                                  |
| Cenerentola                   | Cenerentola (1950)                      | 12 marzo 2015              | Kenneth Branagh     | Chris Weitz                                                                                | Simon Kinberg, Allison Shearmur e David Barron                    |                                  |
| Il libro della giungla        | Il libro della giungla (1967)           | 14 aprile 2016             | Jon Favreau         | Justin Marks                                                                               | Jon Favreau e Brigham Taylor                                      |                                  |
| Alice attraverso lo specchio  | Alice nel Paese delle Meraviglie (1951) | 25 maggio 2016             | James Bobin         | Linda Woolverton                                                                           | Joe Roth, Suzanne Todd, Jennifer Todd e Tim Burton                |                                  |
| La bella e la bestia          | La bella e la bestia (1991)             | 16 marzo 2017              | Bill Condon         | Stephen Chbosky e Evan Spiliotopoulos                                                      | David Hoberman e Todd Lieberman                                   |                                  |
| Ritorno al Bosco dei 100 Acri | Le avventure di Winnie the Pooh (1977)  | 30 agosto 2018             | Marc Forster        | Alex Ross Perry, Tom McCarthy, Allison Schroeder, Greg Brooker and Mark Steven Johnson     | Brigham Taylor e Kristin Burr                                     |                                  |
| Dumbo                         | Dumbo - L'elefante volante (1941)       | 28 marzo 2019              | Tim Burton          | Ehren Kruger                                                                               | Justin Springer, Ehren Kruger, Derek Frey e Katterli Frauenfelder |                                  |
| Aladdin                       | Aladdin (1992)                          | 22 maggio 2019             | Guy Ritchie         | John August e Guy Ritchie                                                                  | Dan Lin e Jonathan Elrich                                         |                                  |
| Il re leone                   | Il re leone (1994)                      | 21 agosto 2019             | Jon Favreau         | Jeff Nathanson                                                                             | Jon Favreau, Karen Gilchrist e Jeffrey Silver                     | [ 1 ]                            |
| Maleficent - Signora del male | La bella addormentata nel bosco (1959)  | 17 ottobre 2019            | Joachim Rønning     | Linda Woolverton, Micah Fitzerman-Blue, Noah Harpster                                      | Joe Roth, Angelina Jolie, Duncan Henderson                        |                                  |
| Lilli e il vagabondo          | Lilli e il vagabondo (1955)             | 24 marzo 2020 (Disney+)    | Charlie Bean        | Andrew Bujalski e Kari Granlund                                                            | Brigham Taylor                                                    |                                  |
| Mulan                         | Mulan (1998)                            | 4 settembre 2020 (Disney+) | Niki Caro           | Elizabeth Martin, Lauren Hynek, Rick Jaffa e Amanda Silver                                 | Jason Reed, Chris Bender, Jake Weiner e Tendo Nagenda             |                                  |
| Crudelia                      | La carica dei cento e uno (1961)        | 26 maggio 2021             | Craig Gillespie     | Aline Brosh McKenna, Jez Butterworth, Dana Fox, Kelly Marcel, Tony McNamara e Steve Zissis | Kristin Burr, Andrew Gunn e Marc Platt                            |                                  |
| Pinocchio                     | Pinocchio (1940)                        | 8 settembre 2022 (Disney+) | Robert Zemeckis     | Paul King, Chris Weitz e Simon Farnaby                                                     | Chris Weitz e Andrew Miano                                        | [ 2 ] [ 3 ]                      |
| Peter Pan & Wendy             | Le avventure di Peter Pan (1953)        | 28 aprile 2023 (Disney+)   | David Lowery        | David Lowery e Toby Halbrooks                                                              | Jim Whitaker                                                      | [ 4 ]                            |
| La sirenetta                  | La sirenetta (1989)                     | 24 maggio 2023             | Rob Marshall        | Jane Goldman e David Magee                                                                 | Rob Marshall, John DeLuca, Lin-Manuel Miranda e Marc Platt        | [ 5 ] [ 6 ]                      |
| Mufasa - Il re leone          | Il re leone (1994)                      | 19 dicembre 2024           | Barry Jenkins       | Jeff Nathanson                                                                             | Adele Romanski e Mark Ceryak                                      | [ 8 ] [ 9 ] [ 10 ] [ 11 ] [ 12 ] |
| Biancaneve                    | Biancaneve e i sette nani (1937)        | 20 marzo 2025              | Marc Webb           | Erin Cressida Wilson                                                                       | Marc Platt                                                        | [ 14 ] [ 15 ]                    |
| Lilo & Stitch                 | Lilo & Stitch (2002)                    | 21 maggio 2025             | Dean Fleischer Camp | Chris Kekaniokalani Bright                                                                 | Dan Lin e Jonathan Eirich                                         | [ 17 ] [ 18 ]                    |

### Futuri
| Film            | Film d'animazione originale   | Data di uscita USA | Regia       | Sceneggiatura                                                               | Produttori                                             | Fonti                |
| --------------- | ----------------------------- | ------------------ | ----------- | --------------------------------------------------------------------------- | ------------------------------------------------------ | -------------------- |
| Oceania         | Oceania (2016)                | 10 luglio 2026     | Thomas Kail | Jared Bush e Dana Ledoux Miller                                             | Dwayne Johnson, Dany Garcia, Hiram Garcia e Beau Flynn | [ 20 ]               |
| Gli aristogatti | Gli aristogatti (1970)        | da definire        | Questlove   | Will Gluck e Keith Bunin                                                    | Tariq Trotter, Shawn Gee e Zarah Zohlman               | [ 21 ]               |
| Hercules (Ade)  | Hercules (1997)               | da definire        | Guy Ritchie | Dave Callaham                                                               | Anthony e Joe Russo, Jeffery Silver e Karen Gilchrist  | [ 22 ] [ 23 ]        |
| Bambi           | Bambi (1942)                  | da definire        | da definire | Geneva Robertson-Dworet, Lindsey Beer, Micah Fitzerman-Blue e Noah Harpster | Chris Weitz, Paul Weitz e Andrew Miano                 | [ 24 ] [ 25 ] [ 26 ] |
| Lilo & Stitch 2 | Provaci ancora Stitch! (2003) | da definire        | da definire | Chris Sanders                                                               | da definire                                            | [ 27 ]               |

## Possibili progetti
Nel 2016, la Walt Disney Pictures aveva riacquistato i diritti cinematografici de Le cronache di Prydain, da cui è tratto il film d'animazione Taron e la pentola magica, con l'intenzione di adattare la serie di libri in una serie di film live-action: il progetto risultava essere in fase di sviluppo iniziale presso i Walt Disney Studios senza ancora alcun regista, produttore o sceneggiatore.
Nel luglio 2019, la Walt Disney Pictures ha avviato lo sviluppo di un adattamento live-action di Atlantis - L'impero perduto, e nel maggio 2020 il remake di Atlantis è entrato in fase di sviluppo iniziale.
Nel gennaio 2022, Jennifer Lee ha rivelato che Stella Meghie, voleva sviluppare un adattamento live-action de La principessa e il ranocchio.
Nell'agosto 2023, è stato rivelato che la Disney sta sviluppando un adattamento live-action di Rapunzel - L'intreccio della torre. Nell'ottobre dello stesso anno è stata rivelata la possibilità di realizzare un adattamento live-action di Frozen - Il regno di ghiaccio e successivamente anche di Tarzan.
Un film live-action basato sul Principe Azzurro (di Cenerentola e altre fiabe), intitolato Prince Charming, in fase di sviluppo vedeva il regista Stephen Chbosky addetto a scrivere e dirigere. Nel maggio 2021 era stato riferito che questo progetto fosse stato cancellato, salvo poi rientrare in produzione tre anni dopo con Chris Hemsworth in trattative per la parte del protagonista e con Paul King alla regia.

## Progetti cancellati
Nel 2015 è stato annunciato un prequel di Aladdin (2019) intitolato Genies, scritto da Mark Swift e Damian Shannon e prodotto da Tripp Vinson. Nel maggio 2021, è stato riferito che questo progetto è stato cancellato per ragioni sconosciute.
Nel marzo 2016, lo studio ha annunciato un nuovo film in fase di sviluppo intitolato Rose Red, uno spin-off live-action di Biancaneve e i sette nani che doveva essere raccontato dal punto di vista della sorella di Biancaneve, Rosarossa. Il film doveva essere prodotto da Tripp Vinson e scritto da Justin Merz, Evan Daugherty, e Kristin Gore. Brie Larson è stata considerata per il ruolo del protagonista. Nel maggio 2021, è stato riferito che questo progetto è stato cancellato per ragioni sconosciute.
Era inoltre prevista una serie tv spin-off/prequel del film live-action La bella e la bestia (2017) per Disney+ con protagonisti Gaston e Le Tont, interpretati da Luke Evans e Josh Gad. La serie avrebbe dovuto includere nel cast anche la cantante Rita Ora. La trama della serie prevedeva che fosse ambientata nel regno de La Bella e la Bestia anni prima della storia d'amore tra la Bestia e Belle, con Gaston e LeTont che si spostano in compagnia della sorellastra di LeTont, Tilly: il trio sarebbe stato protagonista di un viaggio inaspettato pieno di romanticismo, commedia e avventura. A febbraio 2022, la sua produzione è stata posticipata a data da destinarsi a causa di alcuni problemi di natura creativa, tra sceneggiatura e composizione dei brani. Le riprese della serie sarebbero dovute avvenire nell'estate 2022 nel Regno Unito.
Alan Menken ha inoltre confermato che il film Pocahontas (1995) non sarà adattato come live action nel prossimo futuro: secondo Menken, è impossibile da realizzare a causa della sensibilità moderna.
Nel gennaio 2019 è stato annunciato un remake live-action de Il gobbo di Notre Dame (1996), intitolato semplicemente Hunchback (Il Gobbo), che sarebbe stato scritto da David Henry Hwang, prodotto da Josh Gad, David Hoberman e Todd Lieberman e basato su elementi sia del film d'animazione che del romanzo di Victor Hugo; nel 2023 Alan Menken ha annunciato che il progetto è stato cancellato per gli stessi motivi di Pocahontas.
Un adattamento live-action de La spada nella roccia (1963) è entrato in fase di sviluppo nel luglio 2015, con Bryan Cogman che ha scritto la sceneggiatura e Brigham Taylor come produttore. Nel gennaio 2018, Juan Carlos Fresnadillo è stato annunciato come regista. Il mese successivo, è stato rivelato che il film sarebbe stato presentato in anteprima esclusiva su Disney+. Enrique Chediak si è unito per servire come direttore della fotografia a settembre, mentre Eugenio Caballero si è unito per servire come scenografo a dicembre. Tuttavia, nel marzo 2024, Fresnadillo ha rivelato che il progetto non sarebbe stato realizzato presto.

## Accoglienza

### Incassi
| Film                                             | Incassi ($)   | Incassi ($)    | Incassi ($)    | Classifica   | Classifica | Budget ($)    | Fonte         |
| Film                                             | USA e Canada  | Internazionale | Mondiale       | Usa e Canada | Mondiale   | Budget ($)    | Fonte         |
| ------------------------------------------------ | ------------- | -------------- | -------------- | ------------ | ---------- | ------------- | ------------- |
| Mowgli - Il libro della giungla                  | 43 229 904    | 27 500 000     | 70 729 904     | 1 950        | 3 098      | 30 milioni    | [ 54 ]        |
| La carica dei 101 - Questa volta la magia è vera | 136 189 294   | 184 500 000    | 320 689 294    | 428          | 422        | 75 milioni    | [ 55 ]        |
| La carica dei 102 - Un nuovo colpo di coda       | 66 957 026    | 116 654 745    | 183 611 771    | 1 186        | 898        | 85 milioni    | [ 56 ]        |
| Alice in Wonderland                              | 334 191 110   | 691 276 000    | 1 025 467 110  | 65           | 44         | 200 milioni   | [ 57 ]        |
| L'apprendista stregone                           | 63 150 991    | 152 132 751    | 215 283 742    | 1,397        | 783        | 150 million   | [ 58 ]        |
| Maleficent                                       | 241 410 378   | 517 129 407    | 758 539 785    | 138          | 93         | 180 milioni   | [ 59 ]        |
| Cenerentola                                      | 201 151 353   | 342 363 000    | 543 514 353    | 201          | 179        | 95 milioni    | [ 60 ]        |
| Il libro della giungla                           | 364 001 123   | 602 549 477    | 966 550 600    | 48           | 43         | 175 milioni   | [ 61 ]        |
| Alice attraverso lo specchio                     | 77 041 381    | 222 415 643    | 299 457 024    | 1 011        | 470        | 170 milioni   | [ 62 ]        |
| La bella e la bestia                             | 504 014 165   | 759 506 961    | 1 264 521 126  | 14           | 16         | 160 milioni   | [ 63 ]        |
| Ritorno al Bosco dei 100 Acri                    | 99 215 042    | 98 529 335     | 197 744 377    | 746          | 834        | 75 milioni    | [ 64 ]        |
| Dumbo                                            | 114 766 307   | 238 518 314    | 353 284 621    | 592          | 371        | 170 milioni   | [ 65 ]        |
| Aladdin                                          | 355 559 216   | 695 134 737    | 1 050 693 953  | 51           | 34         | 183 milioni   | [ 66 ]        |
| Il re leone                                      | 543 638 043   | 1 113 305 351  | 1 656 943 394  | 11           | 7          | 260 milioni   | [ 67 ]        |
| Maleficent - Signora del male                    | 113 929 605   | 377 800 484    | 491 730 089    | 608          | 220        | 185 milioni   | [ 68 ]        |
| Mulan                                            | N.D.          | 69 973 540     | 69 973 540     | N.D.         | 2429       | 200 milioni   | [ 69 ]        |
| Crudelia                                         | 86 103 234    | 142 914 031    | 229 017 265    | 897          | 702        | 100 milioni   | [ 70 ]        |
| La sirenetta                                     | 298 172 056   | 271 454 233    | 569 626 289    | 105          | 199        | 250 milioni   | [ 71 ]        |
| Mufasa - Il re leone                             | 254 473 887   | 466 589 252    | 721 063 139    | 224          | 194        | 200 milioni   | [ 72 ] [ 73 ] |
| Biancaneve                                       | 86 656 856    | 117 381 330    | 204 038 186    |              |            | 240 milioni   | [ 74 ] [ 75 ] |
| Lilo & Stitch                                    | 421 706 354   | 608 760 933    | 1 030 467 287  |              |            | 100 milioni   | [ 76 ] [ 77 ] |
| Totale                                           | 4.355.226.236 | 7.699.977.406  | 12.056.203.642 | N/A          | N/A        | 3 283 000 000 | N.D.          |

### Critica
| Film                                             | Rotten Tomatoes | Metacritic | CinemaScore |
| ------------------------------------------------ | --------------- | ---------- | ----------- |
| Mowgli - Il libro della giungla                  | 80%             | 63/100     | A-          |
| La carica dei 101 - Questa volta la magia è vera | 41%             | 49/100     | A           |
| La carica dei 102 - Un nuovo colpo di coda       | 31%             | 35/100     | B+          |
| Alice in Wonderland                              | 51%             | 53/100     | A-          |
| L'apprendista stregone                           | 40%             | 46/100     | B−          |
| Maleficent                                       | 54%             | 56/100     | A           |
| Cenerentola                                      | 83%             | 67/100     | A           |
| Il libro della giungla                           | 94%             | 77/100     | A           |
| Alice attraverso lo specchio                     | 29%             | 34/100     | A-          |
| La bella e la bestia                             | 71%             | 65/100     | A           |
| Ritorno al Bosco dei 100 Acri                    | 72%             | 60/100     | A           |
| Dumbo                                            | 46%             | 51/100     | A-          |
| Aladdin                                          | 57%             | 53/100     | A           |
| Il re leone                                      | 52%             | 55/100     | A           |
| Maleficent - Signora del male                    | 40%             | 43/100     | A           |
| Lilli e il vagabondo                             | 65%             | 48/100     | N/A         |
| Mulan                                            | 71%             | 66/100     | N/A         |
| Crudelia                                         | 75%             | 59/100     | A           |
| Pinocchio                                        | 27%             | 38/100     | N/A         |
| Peter Pan & Wendy                                | 65%             | 61/100     | N/A         |
| La sirenetta                                     | 66%             | 59/100     | A           |
| Mufasa - Il re leone                             | 57%             | 56/100     | A-          |
| Biancaneve                                       | 39%             | 50/100     | B+          |
| Lilo & Stitch                                    | 74%             | 55/100     | A           |

### Premi Oscar
I remake in live action dei classici Disney hanno ottenuto un totale di quattro premi Oscar.
| Film                                       | Categoria                     | Crediti                                                             | Risultato       |
| ------------------------------------------ | ----------------------------- | ------------------------------------------------------------------- | --------------- |
| La carica dei 102 - Un nuovo colpo di coda | Migliori costumi              | Anthony Powell                                                      | Candidato/a     |
| Alice in Wonderland                        | Migliore scenografia          | Robert Stromberg and Karen O'Hara                                   | Vincitore/trice |
| Alice in Wonderland                        | Migliori costumi              | Colleen Atwood                                                      | Vincitore/trice |
| Alice in Wonderland                        | Migliori effetti speciali     | Ken Ralston, David Schaub, Carey Villegas, and Sean Phillips        | Candidato/a     |
| Maleficent                                 | Migliori costumi              | Anna B. Sheppard                                                    | Candidato/a     |
| Cenerentola                                | Migliori costumi              | Sandy Powell                                                        | Candidato/a     |
| Il libro della giungla                     | Migliori effetti speciali     | Robert Legato, Dan Lemmon, Andrew R. Jones, and Adam Valdez         | Vincitore/trice |
| La bella e la bestia                       | Migliori costumi              | Jacqueline Durran                                                   | Candidato/a     |
| La bella e la bestia                       | Migliore scenografia          | Sarah Greenwood and Katie Spencer                                   | Candidato/a     |
| Ritorno al Bosco dei 100 Acri              | Migliori effetti speciali     | Christopher Lawrence, Michael Eames, Theo Jones, and Chris Corbould | Candidato/a     |
| Il re leone                                | Migliori effetti speciali     | Robert Legato, Adam Valdez, Andrew R. Jones, and Elliot Newman      | Candidato/a     |
| Maleficent - Signora del male              | Miglior trucco e acconciatura | Paul Gooch, Arjen Tuiten, and David White                           | Candidato/a     |
| Mulan                                      | Migliori costumi              | Bina Daigeler                                                       | Candidato/a     |
| Mulan                                      | Migliori effetti speciali     | Sean Faden, Anders Langlands, Seth Maury, and Steven Ingram         | Candidato/a     |
| Crudelia                                   | Migliori costumi              | Jenny Beavan                                                        | Vincitore/trice |
| Crudelia                                   | Miglior trucco e acconciatura | Nadia Stacey, Naomi Donne, and Julia Vernon                         | Candidato/a     |